# Hak'tyl
Hak'tyl es un grupo de mujeres Jaffa ficticio de la serie de televisión Stargate SG-1.

## Descripción
El grupo fue fundado por la guerrera Ishta, quien se desempeña como alta sacerdotisa del Goa'uld Moloc. Sus funciones como sacerdotisa requieren que sacrifique a todas las niñas mujeres nacidas de los Jaffa sirvientes de Moloc, porque creía que no fortalecían sus fuerzas. Indignada por esta práctica, Ishta y algunas de sus compañeras de sacerdotisas decidieron ocultar a las niñas mujeres y entrenarlas como guerreras Jaffa libres. Como alta sacerdotisa, Ishta tiene acceso prácticamente ilimitado a los Stargates de los mundos bajo el dominio de Moloc. Ella usa las puertas para transportar a las niñas al planeta Hak'tyl, que significa "Liberación" en Goa'uld, en lugar de sacrificarlas en el fuego.
Las Hak'tyl, al igual que todos los Jaffa, requieren de symbiontes Goa'uld en estado de larvas para vivir hasta la "Edad de Prata", y de otro para la pubertad. Ellas realizan incursiones para de matar Jaffas y tomar sus symbiontes.

## Historia
El SG-1 ha tropieza por primera vez con las Hak'tyl, cuando estas los salvan de un grupo de ataque Jaffa. Las guerreras los invitan a su planeta y cuando el equipo llega allí, les informan acerca de su historia y sus problemas. El SG-1 revela a las guerreras la existencia del Tretonin desarrollado por los Tok'ra que se puede tomar en lugar de llevar un symbionte. Aunque al principio la mayoría de las mujeres no están interesadas en esta nueva droga, cuatro mujeres aceptan finalmente convertirse en voluntarios para un ensayo. Aunque una muere a causa de una reacción con su symbionte, en las otras es todo un éxito. Una niña, Nesa, que ha alcanzado la edad de Prata pero no quiere que otra persona muera para que ella puede tener su symbiote, se realiza el tratamiento de la droga en contra de los deseos de su hermana, ayudando a convencer al resto de las mujeres Hak'tyl que lo acepten.
El Hak'tyl une sus fuerzas con la Resistencia Jaffa bajo el consentimiento de Ishta, que había sido convencida por Teal'c que su causa era justa.
Desde la fundación de la Nación Libre Jaffa, por lo menos un miembro del Alto Consejo Jaffa ha sido un Hak'tyl. Desde que el Hak'tyl es un movimiento armado, con control sobre los antiguos dominios del Señor del Sistema Moloc, es probable que el Hak'tyl sea una de las coaliciones que conforman la oligarquía militar del Consejo por derecho propio. El representante en el Consejo Hak'tyl, Ka'lel, es simpatizante de Teal'c y los Progresistas. 
- Datos: Q5891344